# Нікуліщев Володимир Михайлович
Володимир Михайлович Нікуліщев (13 грудня 1928, село Ворожба, тепер Лебединського району Сумської області — 2006, місто Чернігів) — український радянський партійний діяч, 2-й секретар Чернігівського обкому КПУ, голова Чернігівського облвиконкому. Депутат Верховної Ради УРСР 9—10-го скликань. Кандидат у члени ЦК КПУ в 1981—1986 р.

## Біографія
Освіта вища. Закінчив Київський інженерно-будівельний інститут.
У 1948—1961 роках — майстер, диспетчер, начальник цеху, голова завкому профспілки, начальник планово-розподільчого бюро Прилуцького заводу будівельних машин Чернігівської області.
Член КПРС з 1953 року.
У 1961—1963 роках — секретар первинної партійної організації Прилуцького заводу будівельних машин Чернігівської області.
У 1963—1966 роках — 2-й секретар Прилуцького міського комітету КПУ Чернігівської області.
У 1966—1967 роках — голова виконавчого комітету Прилуцької міської Ради депутатів трудящих Чернігівської області.
У жовтні 1967—1969 роках — завідувач промислово-транспортного відділу Чернігівського обласного комітету КПУ.
У 1969—1973 роках — 1-й секретар Чернігівського міського комітету КПУ Чернігівської області.
У 1973 — квітні 1981 року — 2-й секретар Чернігівського обласного комітету КПУ.
30 березня 1981 — 20 червня 1984 року — голова виконавчого комітету Чернігівської обласної Ради народних депутатів.
Потім — на пенсії в місті Чернігові.

## Нагороди
- орден «Знак Пошани» (1966)
- ордени
- медалі